# Sulejman
Sulejman je moško osebno ime.

## Izvor imena
Sulejman je muslimansko ime, ki izhaja iz turškega imena Süleymān, to pa iz arabskega Suläymān. Arabsko ime Suläymān razlagajo iz starohebrejskega imena Šelmoh v pomenu »miroljuben«.

## Različice imena
- moške različice imena: Sulejmen, Suliman, Suljo
- ženske različice imena: Sulejma, Sulejmána, Sulema

## Pogostost imena
Po podatkih Statističnega urada Republike Slovenije je bilo na dan 31. decembra 2007 v Sloveniji število moških oseb z imenom Sulejman: 314.

## Osebni praznik
V koledarju bi bilo lahko ime Sulejman uvrščeno k imenu Salomon (Solomon), ki goduje 25. junija.

## Zanimivost
Sulejman je v Koranu ime misijonarja, ki mu v svetem pismu  ustreza Salomon. Sulejman je bil sin in naslednik najpomembnejšega Izraelskega  kralja Davida. Postavil je znameniti tempelj v Jeruzalemu. Bil je velik modrec, katerega rešitve sporov so postale pregovorne.